# Pomeni imen asteroidov: 9501–10000
Pregled pomenov imen asteroidov (malih planetov) od številke 9501 do 10000, ki jim je Središče za male planete dodelilo številko in so pozneje dobili tudi uradno ime  v skladu z dogovorjenim načinom imenovanja. Pregled je preverjen z Schmadelovim “Slovarjem imen malih planetov” (“Dictionary of Minor Planet Names”). Izvor nekaterih imen je pojasnjen tudi v Okrožnicah centra za male planete (“Minor Planet Circulars” ali MPC). Kadar je pojasnilo najdeno tudi v reviji “Nebo in teleskop” (Sky and Telescope)(S&T), je to navedeno. 
Pregled pojasnjuje izvor oziroma pomen imen asteroidov, ki ga je priznala Mednarodna astronomska zveza (IAU). Nekateri asteroidi imajo imajo dodatno pojasnilo o izvoru imena, ki pa vedno ni popolnoma zanesljivo (oznaka “†”). Pojasnilo o izvoru imena, ki je označeno z * je potrebno preveriti ali poiskati še v “Slovarju imen malih planetov”.
| Ime                  | Začasna oznaka | Izvor imena |
| -------------------- | -------------- | --- |
| 9501 Ywain           | 2071 T-2       | Owain mab Urien/Sir Ywain, legendarni kralj Regeda in vitez Okrogle mize † |
| 9502 Gaimar          | 2075 T-2       | Gaimar, skrivnostni legendarni vitez Okrogle mize, ljubimec Morgan le Fay † |
| 9503 Agrawain        | 2180 T-2       | Agravaine, legendarni vitez Okrogle mize † |
| 9504 Lionel          | 2224 T-2       | Sir Lionel, legendarni vitez Okrogle mize † |
| 9505 Lohengrin       | 4131 T-2       | Lohengrin, oseba v Legendi o Arturju in vloga v operi Lohengrin † |
| 9506 Telramund       | 5200 T-2       | Brabantine Count Friedrich (Frederick) von Telramund, vloga v operi Lohengrin † |
| 9507 Gottfried       | 5447 T-2       | Herzog Gottfried, vloga v operi Lohengrin † |
| 9508 Titurel         | 3395 T-3       | Kralj Fisher, legendarni čuvaj Svetega grala, oče Amfortasa in vloga v operi Parsifal † |
| 9509 Amfortas        | 3453 T-3       | Kralj Fisher, legendarni čuvaj Svetega grala, sin Titurela in vloga v operi Parsifal† |
| 9510 Gurnemanz       | 5022 T-3       | Gurnemanz, oseba v legendi o Arturju in vloga v operi Parsifal † |
| 9511 Klingsor        | 5051 T-3       | Klingsor, čarovniška oseba legendi o Arturju in vloga v operi Parsifal † |
| 9512 Feijunlong      | 1966 CM        | Fei Junlong (rojen 1965), kitajski astronavt † |
| 9514 Deineka         | 1973 SG5       | Aleksandr Aleksandrovič Deineka, ruski impresionostičnislikar* |
| 9515 Dubner          | 1975 RA2       | Gloria Dubner, argentinska astronomka † |
| 9516 Inasan          | 1976 YL3       | kratica INASAN (The Institute of Astronomy of the Russian Academy of Sciences) v Moskvi (INstitut AStronomii (Rossiiskoi) Akademii Nauk) |
| 9517 Niehaisheng     | 1977 VL1       | Nie Haisheng, kitajski astronavt † |
| 9518 Robbynaish      | 1978 GA        | Robby Naish, ameriški športnik, deskanje na vodi* |
| 9521 Martinhoffmann  | 1980 FS1       | Martin Hoffman, nemški astronom † Arhivirano 2007-06-24 na Wayback Machine. |
| 9531 Jean-Luc        | 1981 QK        | Jean-Luc Nieto, francoski astronom?* |
| 9532 Abramenko       | 1981 RQ2       | Aleksandr Nikolaevič Abramenko, vodilni inženir na Krimskem astrofizikalnem observatoriju |
| 9533 Aleksejleonov   | 1981 SA7       | Aleksei Arhipovič Leonov (rusko Алексе́й Архи́пович Лео́нов) (rojen 1934), ruski kozmonavt |
| 9535 Plitchenko      | 1981 UO11      | Aleksandr Ivanovič Plitčenko, ruski pesnik in pisatelj* |
| 9537 Nolan           | 1982 BM        | * |
| 9539 Prishvin        | 1982 UE7       | Mihail Mihajlovič Prišvin, ruski pisatelj |
| 9540 Mikhalkov       | 1982 UJ7       | Sergej Vladimirovič Mihalkov, ruski pisatelj and pesnik |
| 9541 Magri           | 1983 CH        | Chris Magri, ameriški astronom* |
| 9542 Eryan           | 1983 TU1       | * |
| 9543 Nitra           | 1983 XN1       | Nitra, eno izmed najstarejših mest na Slovaškem †] |
| 9544 Scottbirney     | 1984 EL        | Scott Birney (Dion Scott Birney), ameriški astronom* |
| 9545 Petrovedomosti  | 1984 MQ        | drugi najstarejši ruski časopis (rusko Санкт-Петербу́ргские ве́домости ) * |
| 9548 Fortran         | 1985 CN        | Fortran, programski jezik * |
| 9549 Akplatonov      | 1985 SM2       | Aleksandr Konstantinovič Platonov, ruski matematik,specialist za uporabo matematike v nebesni mehaniki, [astronomija\|astronomiji]] Arhivirano 2007-08-23 na Wayback Machine. Osončja, vesoljskih poletih, medicinski in industrijski robotiki ter ekonomiji *                                                             |
| 9550 Victorblanco    | 1985 TY1       | Victor Manuel Blanco, čilenski astronom* |
| 9551 Kazi            | 1985 UJ        | Kazi, legendarna češka princesa, hčerka princa Kroka in žena Bivoja † |
| 9553 Colas           | 1985 UG2       | François Colas, francoski astronom* |
| 9554 Dumont          | 1985 XA        | * |
| 9560 Anguita         | 1987 EQ        | Claudio Anguita (Claudio Anguita Cáceres), čilenski astronom ali Francisco Anguita (Francisco Anguita Virella), španski planetarni geolog * |
| 9561 van Eyck        | 1987 QT1       | Jan van Eyck, flamski slikar* |
| 9562 Memling         | 1987 RG        | Hans Memling, flamski slikar † Arhivirano 2007-06-30 na Wayback Machine. Arhivirano 2007-06-30 na Wayback Machine.* |
| 9563 Kitty           | 1987 SJ1       | * |
| 9564 Jeffwynn        | 1987 SG3       | Jeff Wynn, ameriški geofizik* |
| 9565 Tikhonov        | 1987 SU17      | * |
| 9566 Rykhlova        | 1987 SX17      | Lidija Vasiljevna Rihlova, ruska astronomka * |
| 9567 Surgut          | 1987 US4       | * |
| 9569 Quintenmatsijs  | 1988 CL2       | Quentin Matsys, flamski slikar |
| 9573 Matsumotomas    | 1988 UC        | * |
| 9574 Taku            | 1988 XB5       | * |
| 9576 van der Weyden  | 1989 CX2       | Rogier van der Weyden, flamskislikar* |
| 9577 Gropius         | 1989 CE5       | Walter Gropius, nemški arhitekt* |
| 9578 Klyazma         | 1989 GA3       | reka Kljazma (rusko Клязьма), ki izvira severno od Moskve in povezuja reko Oka z reko Volga pri Nižnem Novgorodu † |
| 9580 Tarumi          | 1989 TB11      | * |
| 9584 Louchheim       | 1990 OL4       | * |
| 9587 Bonpland        | 1990 UG4       | Aimé Bonpland, francoski raziskovalec in botanik * |
| 9588 Quesnay         | 1990 WE2       | François Quesnay, francoski kirurg, zdravnik in ekonomist * |
| 9589 Deridder        | 1990 WU5       | Ghislain Deridder, belgijski astronom* |
| 9592 Clairaut        | 1991 GK4       | Alexis Clairaut, francoski matematik* |
| 9599 Onotomoko       | 1991 UP2       | * |
| 9601–9700            |                | |
| 9602 Oya             | 1991 UU3       | * |
| 9604 Bellevanzuylen  | 1991 YW        | Belle van Zuylen (1740 – 1805), psevdonim Isabelle Agneta Elisabeth van Tuyll van Serooskerken, nizozemske pisateljice iz obdobja razsvetljenstva † |
| 9609 Ponomarevalya   | 1992 QL2       | Valery Ponomarev, v Rusiji rojen jazz glasbenik ?* |
| 9610 Vischer         | 1992 RQ        | Friedrich Theodor Vischer, nemški filozof* |
| 9611 Anouck          | 1992 RF7       | Anouck Vrouwe, nizozemski znanstveni časnikar † |
| 9612 Belgorod        | 1992 RT7       | mesto Belgorod, Rusija* |
| 9614 Cuvier          | 1993 BQ4       | Georges Cuvier, francoski prirodoslovec * |
| 9615 Hemerijckx      | 1993 BX13      | Frans Hemerijckx, belgijski zdravnik, znan po svojem delu za gobavce v belgijskem Kongu in Indiji * |
| 9617 Grahamchapman   | 1993 FA5       | Graham Chapman, britanski član skupine Monty Python † Arhivirano 2007-06-24 na Wayback Machine. |
| 9618 Johncleese      | 1993 FQ8       | John Cleese, britanski igralec in član skupine Monty Python † Arhivirano 2007-06-24 na Wayback Machine. |
| 9619 Terrygilliam    | 1993 FS9       | Terry Gilliam, britanski filmar in član skupine Monty Python † Arhivirano 2007-06-24 na Wayback Machine. |
| 9620 Ericidle        | 1993 FU13      | Eric Idle, britanski član skupine Monty Python † Arhivirano 2012-08-13 na Wayback Machine. |
| 9621 Michaelpalin    | 1993 FT26      | Michael Palin, britanski member of Monty Python † Arhivirano 2007-06-24 na Wayback Machine. |
| 9622 Terryjones      | 1993 FV26      | Terry Jones, britanski član skupine Monty Python † Arhivirano 2007-06-24 na Wayback Machine. |
| 9623 Karlsson        | 1993 FU28      | Per Olow Karlsson, švedski tehnik na Observatoriju v Uppsali in Observatoriju Kvistabergs † Arhivirano 2007-06-24 na Wayback Machine. |
| 9626 Stanley         | 1993 JF1       | * |
| 9629 Servet          | 1993 PU7       | Miguel Servet, španski teolog in zdravnik* |
| 9630 Castellion      | 1993 PW7       | Sebastian Castellion, francoski teolog* |
| 9631 Hubertreeves    | 1993 SL6       | Hubert Reeves, kanadski astrofizik in pisatelj † Arhivirano 2005-08-29 na Wayback Machine. |
| 9632 Sudo            | 1993 TK3       | * |
| 9633 Cotur           | 1993 UP8       | Peter Cotur, belgijski znanstveni časnikar |
| 9637 Perryrose       | 1994 PJ2       | * |
| 9638 Fuchs           | 1994 PO7       | Leonhard Fuchs, nemški botanik in zdravnik |
| 9639 Scherer         | 1994 PS11      | Marc Scherer, belgijski znanstvenik |
| 9640 Lippens         | 1994 PP26      | Carlos Lippens, belgijski znanstvenik |
| 9641 Demazière       | 1994 PB30      | Martine De Mazière, belgijski znanstvenik |
| 9642 Takatahiro      | 1994 RU        | * |
| 9645 Grünewald       | 1995 AO4       | Matthias Grünewald (okoli 1470 – 1528) (pravo ime Mathis Gothart Niethart), nemški renesančni slikar* |
| 9648 Gotouhideo      | 1995 UB9       | Gotou Hideo, japonski ljubiteljski astronom † |
| 9651 Arii-SooHoo     | 1996 AJ        | * |
| 9657 Učka            | 1996 DG2       | gora Učka, Hrvaška |
| 9658 Imabari         | 1996 DD3       | mesto Imabari, Japonska |
| 9661 Hohmann         | 1996 FU13      | Walter Hohmann (1880 – 1945), nemški inženir † Arhivirano 2009-01-07 na Wayback Machine. |
| 9662 Frankhubbard    | 1996 GS        | * |
| 9663 Zwin            | 1996 GC18      | Zwin, naravni rezervat na belgijsko-nizozemski obali † |
| 9664 Brueghel        | 1996 HT14      | Pieter Brueghel, flamskislikar |
| 9665 Inastronoviny   | 1996 LA        | iz imena časopisa Instantní Astronomické Noviny (IAN), češki astronomski časopis, ki se razpošilja v elektronski obliki † |
| 9667 Amastrinc       | 1997 HC16      | astronomski klub Amater Astronomers, Inc., sedaj pri Kolidžu Union County, Cranford, kjer je Observatorij Williama Millerja Sperryja † |
| 9668 Tianyahaijiao   | 1997 LN        | * |
| 9669 Symmetria       | 1997 NC3       | * |
| 9670 Magni           | 1997 NJ10      | * |
| 9671 Hemera          | 1997 TU9       | * |
| 9672 Rosenbergerezek | 1997 TA10      | Kamila Rosenberger in Tomaš Rezek, prijatelja odkritelja (Tomaš je delal dve leti na Observatoriju Ondřejov); asteroid je bil imenovan ob priliki poroke Tomáša iin Kamile 19. junija 1999 † Arhivirano 2007-08-22 na Wayback Machine.                                                                                     |
| 9673 Kunishimakoto   | 1997 UC25      | * |
| 9674 Slovenija       | 1998 QU15      | država Slovenija * |
| 9676 Eijkman         | 2023 P-L       | Christiaan Eijkman, nizozemski zdravnik in patolog, dobitnik Nobelove nagrade za medicino in fiziologijo v letu 1929 (skupaj s Hopkinsom) † |
| 9677 Gowlandhopkins  | 2532 P-L       | Frederick Gowland Hopkins, britanski biokemik, dobitnik Nobelove nagrade za medicino in fiziologijo v letu 1929 (skupaj s Eijkmanom) † |
| 9678 van der Meer    | 2584 P-L       | Simon van der Meer, nizozemski fizik, dobitnik Nobelove nagrade za fiziko v letu 1994 † |
| 9679 Crutzen         | 2600 P-L       | Paul Crutzen, nizozemski kemik, dobitnik Nobelove nagrade za kemijo v letu 1995 † |
| 9680 Molina          | 3557 P-L       | Mario J. Molina, mehiški fizikalni kemik, dobitnik Nobelove nagrade za kemijo v letu 1995 * |
| 9681 Sherwoodrowland | 4069 P-L       | F. Sherwood Rowland, ameriški kemik, dobitnik Nobelove nagrade za kemijo v letu 1995 * |
| 9682 Gravesande      | 4073 P-L       | Willem Jacob 's Gravesande, nizozemski znanstvenik in pravnik † |
| 9683 Rambaldo        | 4099 P-L       | Alfred Emile Rambaldo, nizozemski začetnik letalstva in raziskovalec atmosfere † |
| 9684 Olieslagers     | 4113 P-L       | Jan Olieslagers, belgijski letalski asv prvi svetovni vojni* |
| 9685 Korteweg        | 4247 P-L       | Diederik Johannes Korteweg, nizozemski matematik † |
| 9686 Keesom          | 4604 P-L       | Willem Hendrik Keesom, nizozemski fizik † |
| 9687 Uhlenbeck       | 4614 P-L       | George Eugene Uhlenbeck, nizozemski-born ameriški fizik † |
| 9688 Goudsmit        | 4665 P-L       | Samuel Abraham Goudsmit, nizozemski-born ameriški fizik, član komisije ALSOS † |
| 9689 Freudenthal     | 4831 P-L       | Hans Freudenthal, nizozemski matematik † |
| 9690 Houtgast        | 6039 P-L       | Jacob Houtgast, nizozemski astronom † |
| 9691 Zwaan           | 6053 P-L       | Cornelis Zwaan, nizozemski astronom † |
| 9692 Kuperus         | 6354 P-L       | Max Kuperus, nizozemski astronom † |
| 9693 Bleeker         | 6547 P-L       | Johan Bleeker (J. A. M. Bleeker), nizozemski astronom, direktor Nizozemske fundacije za vesoljske raziskave † |
| 9694 Lycomedes       | 6581 P-L       | Licomed, oseba iz trojanske vojne * |
| 9695 Johnheise       | 6583 P-L       | John Heise, nizozemski astronom † |
| 9696 Jaffe           | 6628 P-L       | * |
| 9697 Louwman         | 1295 T-1       | Peter Louwman, nizozemski ljubiteljski astronom † |
| 9698 Idzerda         | 2205 T-1       | Hanso Schotanus à Steringa Idzerda, nizozemski začetnik radijske tehnike † |
| 9699 Baumhauer       | 3036 T-1       | Albert G von Baumhauer, nizozemski začetnik letalstva † |
| 9700 Paech           | 3058 T-1       | Wolfgang Paech, nemški inženir elektronike in ljubiteljski astronom † ‡ |
| 9701–9800            |                | |
| 9701 Mak             | 1157 T-2       | Arie Mak, nizozemski ljubiteljski astronom, član Koninklijke Nederlandse Vereniging voor Weer- en Sterrenkunde (Kraljeva nizozemska meteorološka in astronomska družba) † |
| 9702 Tomvandijk      | 2108 T-2       | Thom van Dijk, nizozemski ljubiteljski astronom, član Koninklijke Nederlandse Vereniging voor Weer- en Sterrenkunde (Nizozemska kraljeva meteorološka in astronomska družba) in nekdanji predsednik delovne skupine za meteorite pri tej družbi †                                                                          |
| 9703 Sussenbach      | 3146 T-2       | John Sussenbach, nizozemski ljubiteljski astronom, član Koninklijke Nederlandse Vereniging voor Weer- en Sterrenkunde (Nizozemska kraljeva meteorološka in astronomska družba) † |
| 9704 Georgebeekman   | 5469 T-2       | George Beekman, nizozemski znanstveni pisatelj in izdajatelj astronomskega časopisa Zenit † |
| 9705 Drummen         | 3137 T-3       | Mat Drummen, nizozemski direktor fundacije 'De Koepel' (Stichting 'De Koepel'), ki podpira ljubiteljsko astronomijona Nizozemskem † |
| 9706 Bouma           | 3176 T-3       | Reinder J. Bouma, nizozemski ljubiteljski astronom, član delovne skupine za meteorje pri Koninklijke Nederlandse Vereniging voor Weer- en Sterrenkunde (Nizozemska kraljeva meteorološka in astronomska družba) † ‡ Arhivirano 2006-08-30 na Wayback Machine.                                                              |
| 9707 Petruskoning    | 3226 T-3       | Piet Koning, nizozemski član vzgojiteljev na Javnem observatoriju Bussloo (Volkssterrenwacht Bussloo), Nizozemska † |
| 9708 Gouka           | 4140 T-3       | Adriaan Gouka, nizozemski soustanovitelj Koninklijke Nederlandse Vereniging voor Weer- en Sterrenkunde (Nizozemska kraljeva meteorološka in astronomska družba) † |
| 9709 Chrisnell       | 5192 T-3       | Christiaan Nell, nizozemski soustanovitelj Koninklijke Nederlandse Vereniging voor Weer- en Sterrenkunde (Nizozemska kraljeva meteorološka in astronomska družba) † |
| 9711 Želetava        | 1972 PA        | vas Želetava, Moravska, Češka* |
| 9712 Nauplius        | 1973 SO1       | lahko je Navplij, ki je bil sin Pozejdona in Amimone ali Navplij, ki je bil kralj Evbeje in oče Palameda * |
| 9713 Oceax           | 1973 SP1       | * |
| 9716 Severina        | 1975 UE        | * |
| 9717 Lyudvasilia     | 1976 SR5       | * |
| 9718 Gerbefremov     | 1976 YR1       | Gerbert Aleksandrovič Efremov, ruski oblikovalec vesoljske tehnologije, ustvarjalec rakete Proton in vesoljske postaje Almaz, član Ruske akedemije kozmonavtike Ciolkovski, dobil je tudi medaljo Leonardo da Vinci, ki jo podeljuje Mednarodna zveza mirovnih fundacij (International Association of Peace Foundations) † |
| 9719 Yakage          | 1977 DF2       | * |
| 9720 Ulfbirgitta     | 1980 FH1       | Ulf in Birgitta Heyman, prijatelja odkritelja † Arhivirano 2007-06-24 na Wayback Machine. |
| 9721 Doty            | 1980 GB        | * |
| 9732 Juchnovski      | 1984 SJ7       | * |
| 9733 Valtikhonov     | 1985 SC3       | Valentin Fedorovič Tihonov, ruski astrofizik član Ruskega kontrolnega centra † |
| 9737 Dudarova        | 1986 SC2       | * |
| 9739 Powell          | 1987 SH7       | * |
| 9741 Solokhin        | 1987 UU4       | * |
| 9742 Worpswede       | 1987 WT1       | * |
| 9744 Nielsen         | 1988 JW        | * |
| 9745 Shinkenwada     | 1988 VY        | Šinken Vada, japonski radijski napovedovalec |
| 9746 Kazukoichikawa  | 1988 VS1       | Kazuko Ičikava, japonski umetnik |
| 9748 van Ostaijen    | 1989 CS2       | Paul van Ostaijen, belgijski pesnik |
| 9749 Van den Eijnde  | 1989 GC1       | Peter Van den Eijnde, belgijski ljubiteljski astronom* |
| 9751 Kadota          | 1990 QM        | Kinichi Kadota, japonski ljubiteljski astronom* |
| 9756 Ezaki           | 1991 CC3       | Yusuke Ezaki, japonski ljubiteljski astronom* |
| 9757 Felixdejager    | 1991 GA6       | Felix de Jager, nizozemski igralec klavikorda ?* |
| 9758 Dainty          | 1991 GZ9       | John Christopher Dainty, britanski fizik optike |
| 9761 Krautter        | 1991 RR4       | Joachim Krautter, nemški astronom* |
| 9762 Hermannhesse    | 1991 RA5       | Hermann Hesse (1877 – 1962), nemški pisatelj |
| 9764 Morgenstern     | 1991 UE5       | Christian Morgenstern, nemški pesnik, pisatelj in prevajalec |
| 9766 Bradbury        | 1992 DZ2       | Ray Bradbury, ameriški pisatelj znanstvene fantastike * |
| 9767 Midsomer Norton | 1992 EB1       | mesto Midsomer Norton, Anglija |
| 9768 Stephenmaran    | 1992 GB1       | Stephen Paul Maran, ameriški astronom, nekdaj pri Goddardovem centru za vesoljske polete (Goddard Space Flight Center]] † Arhivirano 2005-02-08 na Wayback Machine. |
| 9769 Nautilus        | 1993 DG2       | Nautilus, podmornica v romanu Dvajset tisoč milj pod morjem (Verne)* |
| 9770 Discovery       | 1993 EE        | raketoplan Discovery? * |
| 9774 Annjudge        | 1993 NO        | * |
| 9775 Joeferguson     | 1993 OH12      | * |
| 9777 Enterprise      | 1994 OB        | Enterprise iz Zvezdnih stez ali raketoplan z istim imenom * |
| 9778 Isabelallende   | 1994 PA19      | Isabel Allende, čilski pisatelj* |
| 9780 Bandersnatch    | 1994 SB        | Bandersnatch iz pesnitve Jabberwocky, ki jo je napisal Lewis Carroll |
| 9781 Jubjubbird      | 1994 UB1       | ptič Jubjub (Jubjub Bird) iz pesnitve Jabberwocky, ki jo je napisal Lewis Carroll |
| 9782 Edo             | 1994 WM        | * |
| 9783 Tensho-kan      | 1994 YD1       | * |
| 9784 Yotsubashi      | 1994 YJ1       | * |
| 9785 Senjikan        | 1994 YX1       | * |
| 9786 Gakutensoku     | 1995 BB        | * |
| 9793 Torvalds        | 1996 BW4       | Linus Benedict Torvalds, finski razvijalec Linuxa* |
| 9795 Deprez          | 1996 GJ19      | * |
| 9797 Raes            | 1996 HR21      | kratica za Kraljevo aeronavtično družbo (Royal Aeronautical Society ali RAeS)* |
| 9801–9900            |                | |
| 9809 Jimdarwin       | 1998 RZ5       | * |
| 9811 Cavadore        | 1998 ST        | Cyril Cavadore, francoski inženir elektronike † |
| 9812 Danco           | 1998 SJ144     | * |
| 9813 Rozgaj          | 1998 TP5       | Slavko Rozgaj, hrvaški astronom |
| 9814 Ivobenko        | 1998 UU18      | baron Ivo Benko, hrvaški astronom |
| 9815 Mariakirch      | 2079 P-L       | Maria Margarethe Kirch (1670 – 1720), nemška astronomka ?* |
| 9816 von Matt        | 2643 P-L       | baronica Elisabeth von Matt (Elisabeth Freiin von Matt), avstrijska astronomka * |
| 9817 Thersander      | 6540 P-L       | Tersander, Epigon in sin Polinejka, ki ga je ubil Telefus preden se je začela trojanska vojna * |
| 9818 Eurymachos      | 6591 P-L       | Evrimah, eden izmed snubcev Penelope v Odiseji* |
| 9819 Sangerhausen    | 2172 T-1       | * |
| 9820 Hempel          | 3064 T-1       | Rolf Hempel, nemški matematik in ljubiteljski astronom |
| 9821 Gitakresáková   | 4033 T-1       | Margita Kresáková (rojena Margita Vozárová), slovaška astronomka, žena astronoma Ľuborja Kresáka; komet Vozárová se imenuje po njej † Arhivirano 2007-08-22 na Wayback Machine. |
| 9822 Hajduková       | 4114 T-1       | Mária Hajduková, slovaška astronomka † Arhivirano 2007-08-23 na Wayback Machine. |
| 9823 Annantalová     | 4271 T-1       | Anna Antalová, slovaška astronomka † Arhivirano 2007-08-23 na Wayback Machine. |
| 9824 Marylea         | 3033 T-2       | * |
| 9825 Oetken          | 1214 T-3       | Lore Oetken, nemški astronom* |
| 9826 Ehrenfreund     | 2114 T-3       | Pascale Ehrenfreund, nizozemski astrobiolog † Arhivirano 2011-09-27 na Wayback Machine. |
| 9828 Antimachos      | 1973 SS        | Antimah (veliko pomenov)* |
| 9829 Murillo         | 1973 SJ1       | * |
| 9831 Simongreen      | 1979 QZ        | Simon F. Green, britanski astronom † Arhivirano 2007-06-24 na Wayback Machine. |
| 9833 Rilke           | 1982 DW3       | Rainer Maria Rilke, Austrian pesnik |
| 9834 Kirsanov        | 1982 TS1       | Semen Isaakovič Kirsanov, ruski pesnik |
| 9836 Aarseth         | 1985 TU        | Sverre Aarseth (Årseth), norveški astronom* |
| 9838 Falz-Fein       | 1987 RN6       | baron Eduard von Falz-Fein, ćlan stare nemško-ruske plemiške družine, ki je živela v Liechtensteinu (v vili Askania Nova), podpornik sodelovanja Liechtensteina v Olimpijskem gibanju, sponzor pri iskanju Jantarne sobe in filantrop, ki je aktivno sodeloval pri zahtevah po vrnitvi ruskih zakladov umetnosti *         |
| 9839 Crabbegat       | 1988 CT2       | * |
| 9842 Funakoshi       | 1989 AS1       | * |
| 9844 Otani           | 1989 WF1       | * |
| 9845 Okamuraosamu    | 1990 FM1       | * |
| 9848 Yugra           | 1990 QX17      | * |
| 9851 Sakamoto        | 1990 UG3       | * |
| 9854 Karlheinz       | 1991 AC3       | Karlheinz Müller, nemški ljubiteljski astronom † ‡ Arhivirano 2007-09-27 na Wayback Machine. |
| 9859 Van Lierde      | 1991 PE5       | * |
| 9860 Archaeopteryx   | 1991 PW9       | Archaeopteryx, rod dinozavrov oziroma ptičev * |
| 9861 Jahreiss        | 1991 RB3       | Hartmut Jahreiss, nemški astronom* |
| 9863 Reichardt       | 1991 RJ7       | Johann Friedrich Reichardt, nemški skladatelj |
| 9865 Akiraohta       | 1991 TP1       | * |
| 9866 Kanaimitsuo     | 1991 TV4       | * |
| 9869 Yadoumaru       | 1992 CD1       | * |
| 9870 Maehata         | 1992 DA        | * |
| 9871 Jeon            | 1992 DG1       | * |
| 9872 Solf            | 1992 DJ4       | Wilhelm Solf (1862 – 1936), nemški učenjak, diplomat in državnik * |
| 9878 Sostero         | 1994 FQ        | Giovanni Sostero, italijanski inženir vesoljskih poletov in ljubiteljski astronom† |
| 9879 Mammuthus       | 1994 PZ29      | Mamut, predzgodovinski rod sesalcev |
| 9880 Stegosaurus     | 1994 PQ31      | Stegozaver, rod dinozavrov |
| 9882 Stallman        | 1994 SS9       | Richard Matthew Stallman, ameriški heker, ustanovitelj gibanja prostega programja* |
| 9884 Příbram         | 1994 TN3       | Příbram, češko mesto padca meteorita † |
| 9885 Linux           | 1994 TM14      | Linux, operacijski sistem* |
| 9886 Aoyagi          | 1994 VM7       | * |
| 9891 Stephensmith    | 1995 XN1       | Stephen Smith, ameriški izdajatelj revije The Shallow Sky Bulletin (SSB) od leta 1986 do leta 2000; vsebuje efemeride kometov † |
| 9897 Malerba         | 1996 CX7       | * |
| 9900 Llull           | 1997 LL6       | Ramon Llull, katalonski filozof?* |
| 9901–10000           |                | |
| 9902 Kirkpatrick     | 1997 NY        | * |
| 9903 Leonhardt       | 1997 NA1       | Gustav Leonhardt, nizozemski čembalist, orglar in muzikolog † |
| 9904 Mauratombelli   | 1997 OC1       | Maura Tombelli, italijanski astronom † Arhivirano 2008-08-01 na Wayback Machine. |
| 9905 Tiziano         | 4611 P-L       | Tizian (okoli 1485 – 1576), italijanski (beneški) slikar* |
| 9906 Tintoretto      | 6523 P-L       | Tintoretto (1518 – 1594), italijanski (beneški)slikar* |
| 9907 Oileus          | 6541 P-L       | * |
| 9908 Aue             | 2140 T-1       | Hartmann von Aue (okoli 1170 – okoli 1210), nemški pesnik* |
| 9909 Eschenbach      | 4355 T-1       | Wolfram von Eschenbach (okoli 1170 – 1220), nemški pesnik* |
| 9910 Vogelweide      | 3181 T-2       | Walther von der Vogelweide (okoli 1170 – okoli 1230), nemški lirski pesnik* |
| 9911 Quantz          | 4129 T-2       | Johann Joachim Quantz (1697 – 1773), nemški flavtist in skladatelj * |
| 9912 Donizetti       | 2078 T-3       | Gaetano Donizetti (1797 – 1848), italijanski skladatelj * |
| 9913 Humperdinck     | 4071 T-3       | Engelbert Humperdinck (1854 – 1921), nemški skladatelj * |
| 9914 Obukhova        | 1976 UJ4       | * |
| 9915 Potanin         | 1977 RD2       | * |
| 9916 Kibirev         | 1978 TR2       | * |
| 9919 Undset          | 1979 QF1       | Sigrid Undset, norveška pisateljica in dobitnica Nobelove nagrade za literaturo * |
| 9922 Catcheller      | 1981 EO21      | * |
| 9927 Tyutchev        | 1981 TW1       | Fedor Ivanovič Tjutčev (rusko Фёдор Ива́нович Тю́тчев) (1803 – 1873), ruski pesnik |
| 9929 McConnell       | 1982 DP1       | * |
| 9930 Billburrows     | 1984 CP        | * |
| 9931 Herbhauptman    | 1985 HH        | Herbert A. Hauptman (rojen 1917), matematični kemik in dobitnik Nobelove nagrade † |
| 9932 Kopylov         | 1985 QP5       | Ivan Miheevič Kopilov, ruski astronom † Arhivirano 2005-01-24 na Wayback Machine. |
| 9933 Alekseev        | 1985 SM3       | * |
| 9934 Caccioppoli     | 1985 UC        | Renato Caccioppoli, italijanski matematik* |
| 9936 Al-Biruni       | 1986 PN4       | Al-Biruni (973 – 1048), perzijski znanstvenik (antropolog, matematik in astronom) † |
| 9937 Triceratops     | 1988 DJ2       | Triceratops, rod dinozavrov |
| 9938 Kretlow         | 1988 KA        | Michael Kretlow, nemški ljubiteljski astronom* |
| 9941 Iguanodon       | 1989 CB3       | Iguanodon, rod dinozavrov |
| 9949 Brontosaurus    | 1990 SK6       | nekdanje ime za Apatosaurus, rod dinozavrov |
| 9950 ESA             | 1990 VB        | kratica za Evropsko vesoljsko agencijo (European Space Agency) † |
| 9951 Tyrannosaurus   | 1990 VK5       | Tiranozaver (Tyrannosaurus), rod dinozavrov |
| 9954 Brachiosaurus   | 1991 GX7       | Brahiozaver (Brachiosaurus), rod dinozavrov |
| 9956 Castellaz       | 1991 TX4       | * |
| 9957 Raffaellosanti  | 1991 TO13      | Rafael (1483 – 1520) , italijanski renesančni umetnik |
| 9960 Sekine          | 1991 VE4       | Tošimori Sekine, japonski mineralog * |
| 9962 Pfau            | 1991 YL1       | Werner Pfau, nemški astronom* |
| 9963 Sandage         | 1992 AN        | Allan Sandage, ameriški astronom* |
| 9964 Hideyonoguchi   | 1992 CF1       | Hidejo Noguči, japonski bakteriolog {{† |
| 9965 GNU             | 1992 EF2       | GNU, projekt prostega programja * |
| 9967 Awanoyumi       | 1992 FV1       | * |
| 9969 Braille         | 1992 KD        | Louis Braille, francoski čelist, orglar in izumitelj Braillove pisave* |
| 9971 Ishihara        | 1993 HS        | * |
| 9972 Minoruoda       | 1993 KQ        | * |
| 9973 Szpilman        | 1993 NB2       | Wladyslaw Szpilman, poljski glasbenik * |
| 9974 Brody           | 1993 OG13      | Adrien Brody, ameriški igralec, ki je igral Szpilmana v filmu Pianist* |
| 9975 Takimotokoso    | 1993 RZ1       | * |
| 9983 Rickfienberg    | 1995 DA        | Rick Fienberg, ameriški glavni urednik revije Nebo in teleskop (Sky and Telescope)* |
| 9984 Gregbryant      | 1996 HT        | Greg Bryant, avstralski ljubiteljski astronom † |
| 9985 Akiko           | 1996 JF        | Akiko Yamamoto, japonski ljubiteljski astronom |
| 9986 Hirokun         | 1996 NX        | Hirokun, vzdevek za Hiroši Fukazava, zaročenca Mizuho Urate, hčerke drugega odkritelja † |
| 9987 Peano           | 1997 OO1       | Giuseppe Peano, italijanski matematik |
| 9988 Erictemplebell  | 1997 RX6       | Eric Temple Bell, škotsko-ameriški matematik in pisatelj |
| 9991 Anežka          | 1997 TY7       | Anežka Moravcová, odkriteljeva stara mama † |
| 9993 Kumamoto        | 1997 VX5       | * |
| 9994 Grotius         | 4028 P-L       | Hugo Grotius, nizozemski pravnik in državnik † |
| 9995 Alouette        | 4805 P-L       | Alouette 1, kanadski znanstveni satelit † Arhivirano 2005-08-29 na Wayback Machine. |
| 9996 ANS             | 9070 P-L       | kratica za Astronomski nizozemski satelit (Astronomische Nederlandse Satelliet), nizozemski znanstveni satelit † |
| 9997 COBE            | 1217 T-1       | kratica COBE (Cosmic Background Explorer ali Raziskovalec kožmičnega sevanja ozadja), znanstveni satelit |
| 9998 ISO             | 1293 T-1       | kratica za Infrardeči vesoljski observatorij (Infrared Space Observatory) * |
| 9999 Wiles           | 4196 T-2       | Andrew Wiles, britanski matematik |
| 10000 Myriostos      | 1951 SY        | grška beseda za desettisoči |

| Predhodnik: 9001–9500 | Pomeni imen asteroidov Seznam asteroidov (9501-9750) Seznam asteroidov (9751-10000) | Naslednik: 10001–11000 |